# East of the Sun, West of the Moon
East Of The Sun, West Of The Moon es el cuarto álbum de estudio de la banda noruega a-ha que incluye el clásico de The Everly Brothers "Crying In The Rain". El álbum fue lanzado el 27 de octubre de 1990 por Warner Bros. Records y ha vendido alrededor de tres millones de copias en todo el mundo.
Del álbum se extrajeron Cuatro sencillos: "Crying In The Rain", "I Call Your Name", "Early Morning" y "Waiting For Her" que solo fue para Japón. Alan Tarney abandonó la producción del álbum por Chris Neil e Ian Stanley. Además incluye una colaboración entre Pål Waaktaar y Lauren Savoy (su mujer) en "Cold River", además de la participación de Lauren en la parte gráfica del álbum (las fotografías de a-ha en el estudio de grabación del interior del libreto de las letras).

## Temas
Todas las canciones escritas y compuestas por Waaktaar-Savoy/Furuholmen excepto donde se indique:

| N.º   | Título                     | Escritor(es)                                     | Duración |  |
| 1.    | «Crying in the Rain»       | Howard Greenfield (letra) y Carole King (música) | 4:25     |  |
| 2.    | «Early Morning»            | Pål Waaktaar y Magne Furuholmen                  | 2:59     |  |
| 3.    | «I Call Your Name»         | Paul Waaktaar y Magne Furuholmen                 | 4:54     |  |
| 4.    | «Slender Frame»            | Pål Waaktaar y Magne Furuholmen                  | 3:42     |  |
| 5.    | «East of the Sun»          | Paul Waaktaar-Savoy                              | 4:37     |  |
| 6.    | «Sycamore Leaves»          | Paul Waaktaar-Savoy                              | 5:22     |  |
| 7.    | «Waiting For Her»          | Pål Waaktaar y Magne Furuholmen                  | 4:49     |  |
| 8.    | «Cold River»               | Pål Waaktaar-Savoy y Lauren Savoy                | 4:40     |  |
| 9.    | «The Way We Talk»          | Magne Furuholmen                                 | 1:30     |  |
| 10.   | «Rolling Thunder»          | Pål Waaktaar y Magne Furuholmen                  | 5:43     |  |
| 11.   | «(Seemingly) Nonstop July» | Paul Waaktaar-Savoy                              | 2:55     |  |
| 45:48 |                            |                                                  |          |  |

- El Tema "The Way We Talk" tiene como voz principal a "Magne Furuholmen"

## Producción
- Producido por Chris Neil, excepto pistas 2, 5, 7, 9 y 11, producidas por Ian Stanley.
- Grabado y mezclado por Nick Davis.

- Director de arte: jeri Heiden, Kim Champagne.
- Diseño: Rey International mr/gl
- Foto carátula: Just Loomis.
- Fotos del libreto: Lauren Savoy.

## Músicos
- Morten Harket: vocales.
- Magne Furuholmen: teclados.
- Paul Waaktaar-Savoy: guitarras.

### Adicionales
- Jørun "JB" Boseberg: bajo.
- Per Hillestad: batería.
- Phill Todd: saxofón en pista 3.
- Martin Ditcham: tambor en pista 3 y 4.
- Pål Waaktaar: segundo vocalista en pista 4.
- Magne Furuholmen: arreglos en pista 5.
- Maydn Bendall y Steve "Barney" Chase: ingenieros adicionales en pista 5 y 7.
- Pål Waaktaar: bajo en pista 6, 7 y 8.
- Davis Bedford: arreglos en pista 7.
- Chris Hughes: batería en pista 7.
- Magne Furuholmen: segundo vocalista en pista 8.
- Magne Furuholmen: vocalista principal en pista 9.
- Martin Ditcham: percusión en pista 10.
- Magne Furuholmen: armónica y segundo vocalista en pista 10.
- Pål Waaktaar: piano en pista 11.

## Sencillos
- 1990 - "Crying In The Rain"
- 1990 - "I Call Your Name"
- 1991 - "Early Morning"
- 1991 - "Waiting For Her" (solo en Japón)

## Posicionamiento
| Lista                | posición |
| -------------------- | -------- |
| Swiss Music Charts   | 16       |
| Ö3 Austria Top 40    | 23       |
| Sverigetopplistan    | 35       |
| VG-lista             | 1        |
| UK Album Chart       | 12       |
| Media Control Charts | 8        |
| Canadian Album Chart | 37       |